# Beryx decadactylus
El alfonsino, pez de rey, virrey, cachucho o palometa roja (Beryx decadactylus), es un pez marino de la familia berícidos, distribuida de forma cosmopolita por todos los mares y océanos del planeta.

## Anatomía
Cuerpo comprimido lateralmente con el dorso de color rojo intenso y resto del cuerpo plateado con finas líneas horizontales y con unos enormes ojos, la longitud máxima normal es de unos 35 cm con un peso de 2'5 kg, aunque se ha descrito una captura de 100 cm de longitud.
Los alevines presentan fuertes espinas en la cabeza. Las aletas de color rojo, la aleta dorsal tiene 4 espinas y 18 a 20 radios blandos, mientras que la aleta anal 4 espinas y cerca de 30 radios blandos. 

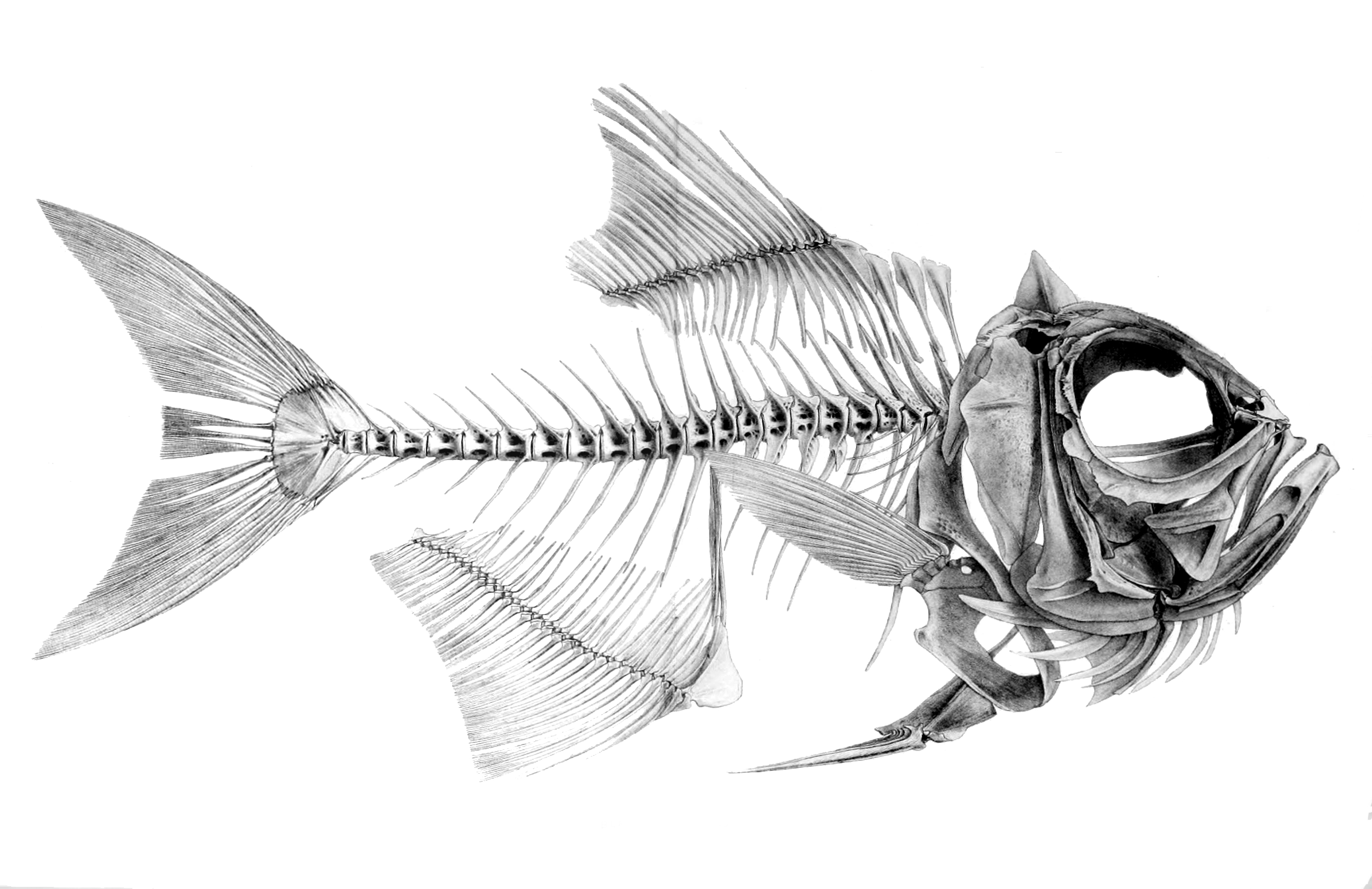
Esqueleto de la palometa roja.

## Hábitat y biología
Es una especie batidemersal, los adultos viven en el lecho marino de aguas profundas, a una profundidad normalmente entre 200 y 400 m preferentemente en el talud continental, donde suele encontrarse pegado a la arena o al fango, mientras que los alevines son pelágicos. Se alimentan de crustáceos, pequeños peces y cefalópodos.